# Phintella bella
Espèce
Phintella bella est une espèce d'araignées aranéomorphes de la famille des Salticidae.

## Distribution
Cette espèce est endémique d'Ouganda. Elle se rencontre dans les districts de Wakiso et de Masindi.

## Description
La carapace du mâle holotype mesure 3,2 mm de long sur 2,8 mm et l'abdomen 4,3 mm de long sur 2,4 mm et la carapace de la femelle paratype 2,7 mm de long sur 2,1 mm et l'abdomen 3,5 mm de long sur 2,6 mm.

## Systématique et taxinomie
Cette espèce a été décrite par Wiśniewski et Wesołowska en 2024.

## Publication originale
- Wiśniewski & Wesołowska, 2024 : « Jumping spiders (Salticidae) of Uganda – revised list, new species and distributional data. » European Journal of Taxonomy, vol. 952, p. 1-171 (texte intégral).